# Oumé (departement)
Oumé är ett departement i Elfenbenskusten. Det ligger i regionen Gôh, i den centrala delen av landet, 60 km söder om huvudstaden Yamoussoukro.